# Pregolia
La Pregolia (en russe : Преголя ; en lituanien : Preglius ; en allemand : le Pregel) est un fleuve de Russie qui coule dans l'oblast de Kaliningrad, autrefois Prusse-Orientale.

## Étymologie
L’étymologie du nom remonte au vieux-prussien preigillis qui signifie « profonde ». 

## Présentation
La Pregolia est un fleuve de l’oblast de Kaliningrad, moitié nord de l’ancienne Prusse-Orientale, aujourd’hui annexée à la Russie. Il est long de 123 km, et en comptant l’Angrapa, l’un de ses principaux affluents, de 292 km. Son bassin hydrographique s’étend sur 15 500 km2. Son débit moyen est de 90 m3/s.

## Cours et confluences avec d’autres cours d’eau
La Pregolia prend naissance à l’ouest de Tcherniakhovsk (Insterbourg) à partir de la confluence de l’Instroutch (Inster) et de l’Angrapa (Angerapp) et coule vers l’ouest à travers une large plaine. Elle est connectée par l’intermédiaire de son défluent la Deïma (Deime), qui s’en sépare à Gvardeïsk (Tapiau), puis le canal de Polessk au fleuve Niémen qui se jette dans la lagune de Courlande. La Pregolia quant à elle débouche dans la lagune de la Vistule à l’aval de Kaliningrad.

## Villes baignées par la Pregolia
- Tcherniakhovsk (Insterburg)
- Znamensk (Wehlau)
- Gvardeïsk (Tapiau)
- Kaliningrad (Königsberg)

## Principaux affluents
- Alle ou en russe : Lava (rg)
- Angrapa (Angerapp)
- Pissa (rg)
- Instroutch (Inster) (rd)
- Golubaya (ru) (rg)
- Torfyanaya (ceb) (rd)
- Glubokaya (ru) (rd)
- Bolchaïa (rg)
- Deyma (rd)
- Ovrazhka (rd)
- Baydukovka (ru) (rg)
- Ukrytaya (ceb) (rd)
- Guryevka (ru) (rd)
- Lesnaya (rg)

## Hydrométrie - Les débits mensuels à Gvardeïsk

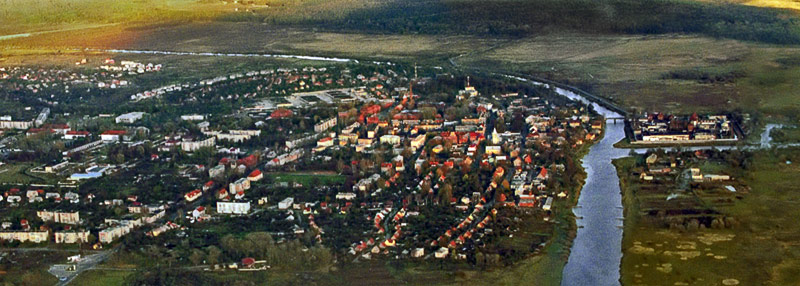
La Pregolia à Gvardeïsk.

Le débit du fleuve a été observé pendant 85 ans (1901-1985) à Gvardeïsk, ville située dans l'oblast russe de Kaliningrad, à quelque 40 kilomètres de son embouchure dans la lagune de la Vistule donnant sur la mer Baltique.
À Gvardeïsk, le débit interannuel moyen ou module observé sur cette période était de 85,2 m3/s pour une surface de drainage de 13 600 km2, soit quelque 85 % de la totalité du bassin versant. 

La lame d'eau écoulée dans cette partie de bassin versant du fleuve — de loin la plus importante — se monte ainsi à 198 millimètres par an, ce qui peut être considéré comme modéré.
La Pregolia est un fleuve assez régulier, généralement bien alimenté par les précipitations tombant en toutes saisons dans son bassin. Son régime est dû partiellement à la fonte des neiges, et est de ce fait typiquement un régime pluvio-nival de plaine, qui présente globalement deux saisons.
Les hautes eaux se déroulent aux mois de mars et d'avril, ce qui correspond à la fonte des neiges. Dès le mois de mai, le débit du fleuve baisse rapidement, ce qui mène à la période des basses eaux. Celle-ci a lieu de juin à octobre, avec un minimum en juin-juillet. En novembre, on assiste à une reprise du débit due aux précipitations de la saison froide qui commencent sous forme de pluie et continuent surtout sous forme de neige. Le fleuve conserve durant toute la période des basses eaux un débit très consistant.
Le débit moyen mensuel observé en juillet (minimum d'étiage) est de 44,5 m3/s, soit plus d'un quart du débit moyen du mois d'avril (157 m3/s), ce qui témoigne de l'amplitude modérée des variations saisonnières. Sur la durée d'observation de 85 ans, le débit mensuel minimal a été de 10,5 m3/s (août 1969), tandis que le débit mensuel maximal s'élevait à 446 m3/s (avril 1970).

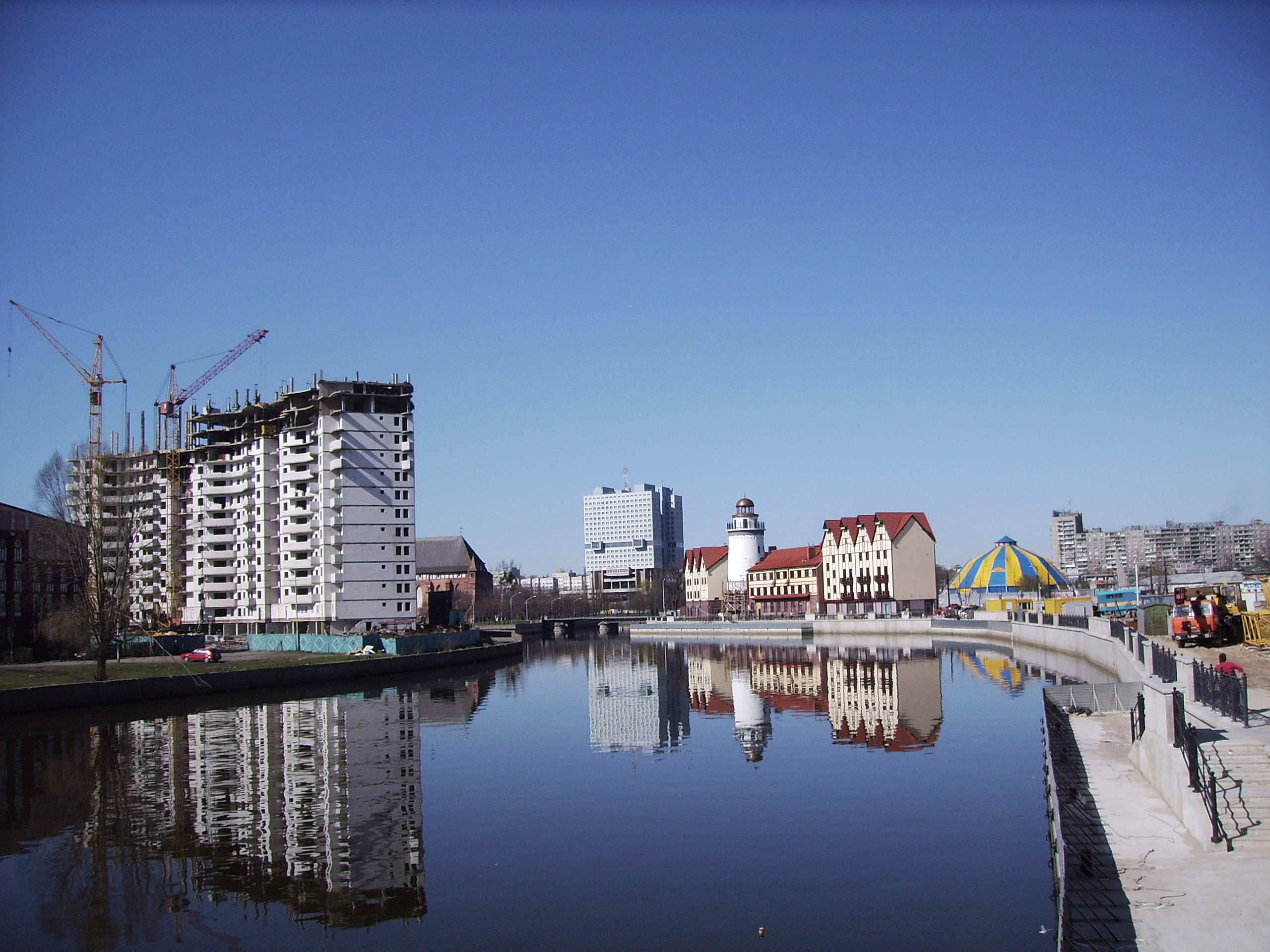
La Pregolia à Kaliningrad. À gauche, à l'arrière-plan : le chœur de la cathédrale.

Ce fleuve est navigable sur tout son cours. Cependant, depuis la construction de la ligne de chemin de fer Königsberg — Insterbourg au XIXe siècle, son importance pour le transport a beaucoup diminué. Le fleuve est relié par un canal au Niémen navigable également.